# Walter Meyer (Politiker)
Walter Ferdinand Meyer (* 24. Juni oder 24. Juli 1837 in Bubendorf; † 13. November 1901 in Liestal), heimatberechtigt in Itingen, war ein Schweizer Landwirt, Politiker und Verbandsfunktionär.

## Leben

### Familie
Walter Meyer war der Sohn von Johann Jakob Meyer (1799–1866), Tierarzt in Itingen, und dessen Ehefrau Maria (geb. Buser); er hatte noch zwei Brüder.
Er war seit 1870 mit Lina (* 1843), der Tochter von Rudolf Zangger (1804–1877), Gemeindepräsident in Unterstraß, verheiratet.

### Werdegang
Nach dem Besuch der Bezirksschule in Liestal war Walter Meyer als Posamenter tätig, bevor er eine Ausbildung zum Landwirt erhielt.
Er führte das Mustergut Neuhof bei Liestal.

### Politisches und gesellschaftliches Wirken
Walter Meyer war Präsident des Bauern- und Arbeiterbundes Baselland, der 1892 gegründet worden war. Er war auch Vorstandsmitglied und Vizepräsident des Schweizerischen Landwirtschaftlichen Vereins. Von 1898 bis 1900 war er dessen Präsident, nachdem er Eduard Heinis abgelöst hatte. Später wurde er zum Ehrenmitglied ernannt. Johannes Suter folgte ihm als Präsident.
Von 1897 bis 1899 war er Vorstandsmitglied des Schweizerischen Bauernverbands und als Nachfolger von Ambrosius Rosenmund, vom 25. März 1894 bis zum 3. Dezember 1899 Mitglied der sozial-politischen Gruppe des Nationalrats in dem er einen antiprotektionistischen Kurs vertrat und sich gegen alle Zollschranken einsetzte. Er war Mitglied der Kommission für Kranken- und Unfallversicherung. Er trat 1899 aus gesundheitlichen Gründen nicht erneut an,